# Осиковское сельское поселение (Ростовская область)
Осиковское сельское поселение — муниципальное образование в Чертковском районе Ростовской области.
Административный центр поселения — село Осиково.

## Административное устройство
В состав Осиковского сельского поселения входят:
- село Осиково(1207чел.);
- хутор Галдин;
- хутор Касьяновка;
- хутор Лесовой;
- село Тарасово-Меловское(480чел.,);
- хутор Федоровка.

## Население
| 2010  | 2012  | 2013  | 2014  | 2015  | 2016  | 2017  |
| ----- | ----- | ----- | ----- | ----- | ----- | ----- |
| 2332  | ↘2329 | ↘2311 | ↘2284 | ↗2303 | ↘2271 | ↘2237 |
| 2018  | 2019  | 2020  | 2021  |       |       |       |
| ↘2203 | ↘2179 | ↘2154 | ↗2166 |       |       |       |